# Ramana Gogula
Ramana Gogula (Telugu: రమణ కుమార్ గోగుల), popularmente conocido como Ramana Gogula, es un cantante, músico y compositor indio. En 1996 produjo su primer álbum de estudio titulado "Mysty", en la que lanzó su primer sencillo de éxito titulado "Aye Laila". Más adelante interpretó temas musicales para el cine Telugu. Entre sus éxitos musicales más conocidos figuran Thammudu, Adavilo Anna, Premante Idera, Badri, y Yuvaraju. Además compuso un tema musical para las celebraciones del 70 aniversario para la Escuela Timpany. También fue cofundador de la empresa "Liquid Krystal" en Bangalore.
Ha interpretado una canción para una película del cine kannada, titulado Yuvaraja, que fue protagonizada por Shivrajkumar, y una película tamil, titulada Badri, que fue la nueva versión de la película Thammudu. Gogula es ingeniero de software y ha trabajado para una empresa informática llamada Sybase. Recientemente también ha interpretado una canción para una nueva película titulada Boni.

## Álbum de estudio
| 1996 | Mysty Rhythms | Indian pop  |
| 1996 | Aye Laila     | Music video |

## Temas musicales de películas

### Bandas sonoras
| 1998 | Premante Idera      | Telugu  |
| 1999 | Thammudu            | Telugu  |
| 2000 | Badri               | Telugu  |
| 2000 | Yuvaraju            | Telugu  |
| 2001 | Yuvaraja            | Kannada |
| 2001 | Badri               | Tamil   |
| 2003 | Johnny              | Telugu  |
| 2005 | Relax               | Telugu  |
| 2005 | Dham                | Telugu  |
| 2006 | Chinnodu            | Telugu  |
| 2006 | Lakshmi             | Telugu  |
| 2006 | Annavaram           | Telugu  |
| 2007 | Yogi                | Telugu  |
| 2007 | Viyyalavari Kayyalu | Telugu  |
| 2009 | Boni                | Telugu  |
| 2012 | Ko Ko               | Kannada |
| 2013 | Venkatadri Express  | Telugu  |